# Giáo hoàng Phaolô I
Phaolô I (Latinh:Paulus I) là vị giáo hoàng thứ 93 của Giáo hội Công giáo. Ông đã được giáo hội suy tôn là thánh sau khi qua đời. Theo niên giám tòa thánh năm 1806 thì ông đắc cử Giáo hoàng vào năm 756 và ở ngôi Giáo hoàng trong 10 năm và vài tháng. Niên giám tòa thánh năm 2003 xác định triều đại của ông kéo dài từ ngày 29 tháng 5 năm 757 cho tới ngày 28 tháng 6 năm 767.
Giáo hoàng Paulus I sinh tại Rôma. Ông là anh em với Stephen II. Paulus I nỗ lực nối lại quan hệ với Giáo hội Hy Lạp nhưng Constantine V cố gia nhập đồng minh trực tiếp với Pippin, song Pippin không xem xét đề nghị đó. Mục đích của Constantine là chuẩn bị điền kiện để tái chinh phục các lãnh địa của Ý.
Paulus III đã cổ vũ sự liên kết sâu xa hơn với Giáo hội Hy Lạp. Ông đi thăm các nhà tù và giúp đỡ những tù nhân bị kết án vì nợ nần. Trong triều đại của ông có hai ngụy Giáo hoàng là Constantinus, 28-6, 5-7-767 - 769 và Philippus 31-7-768.